# Droga międzynarodowa T7
Droga międzynarodowa T7, zwana również Traktem Krakowskim – byłe oznaczenie drogi, prowadzącej od Krakowa przez Bańską Bystrzycę i Vác do Budapesztu.
Droga T7 stanowiła połączenie drogi międzynarodowej E7 z ówczesnymi trasami europejskimi E5, E15 i E96. Istniała w latach 70. i 80. XX wieku. Obecnie identyczny przebieg ma trasa E77.
W Polsce została zlikwidowana wraz z reformą sieci drogowej w lutym 1986 roku.
Aktualnie dawna T7 posiada następujące oznaczenia:
- Polska
  - DK7 Kraków – Głogoczów – Rabka-Zdrój – Chyżne (granica)
- Słowacja
  - I/59 Trstená (granica) – Dolný Kubín – Ružomberok – Banská Bystrica
  - I/66 Banská Bystrica – Dolný Kubín – Zvolen – Hontianske Nemce – Šahy (granica)
- Węgry
  - 2 Parassapuszta (granica) – Vác – Budapeszt

Całkowita długość arterii wynosiła 383 km, z czego polski odcinek (Kraków – Chyżne) miał 93 km.

## Historyczny przebieg T7
- Polska Rzeczpospolita Ludowa
województwo krakowskie
  - Kraków  E7   E22   E22a   15   217

odcinek Kraków – Głogoczów wspólny z E7

odcinek Kraków – Rabka-Zdrój wspólny z 15
- - Głogoczów  E7 
  - Myślenice
- województwo nowosądeckie
  - Lubień  214 
  - Skomielna Biała  221 
  - Rabka-Zdrój  15 
  - Jabłonka
  - Chyżne
  - Chyżne  – granica z Czechosłowacją
- Czechosłowacka Republika Socjalistyczna

odcinek Trstená – Banská Bystrica wspólny z 59
- - Trstená
  - Dolný Kubín  70 
  - Ružomberok  18 
  - Banská Bystrica  66

odcinek Banská Bystrica – Šahy wspólny z 66
- - Zvolen  50 
  - Hontianske Nemce  51 
  - Šahy
  - Šahy  – granica z Węgrami
- Węgierska Republika Ludowa

odcinek Parassapuszta – Budapeszt wspólny z 2
- - Parassapuszta
  - Rétság  22 
  - Vác
  - Budapeszt  E5   E15   E96   M1   M3   M7   4   5   6   30   70